# António Costa Santos
António Costa Santos (n. Lisboa, 2 de Junho de 1957) é um jornalista e escritor português. Iniciou a sua carreira em 1976 no jornal O Diário, foi chefe de redacção do semanário Se7e e foi redactor, editor e colunista no jornal diário Expresso, entre 1989 e 2000. Escreveu guiões para cinema e televisão, incluindo "A Vida Íntima de Salazar", e publicou, entre outros livros, o romance Diário de um Gajo Divorciado e o infanto-juvenil As coisas que eles sabem. Em 2007, editou "Proibido!" (editora Guerra&Paz), um estudo sobre proibições aberrantes existentes no tempo da ditadura; e "Livro das (In)Utilidades" (Guerra&Paz). Em 2008 lançou, na mesma editora, "Porto versus Lisboa", um despique com António Eça de Queiroz. Em 2009, publicou "10 Razões para Amar e Odiar Portugal", um ensaio humorístico sobre as características dos portugueses. Traduziu diversos livros para diversas editoras, entre os quais "Gulag", de Anne Applebaum, e "A Rússia de Putin", de Anna Politkovskaia. Tem 4 filhos.